# Molí de Pere Borràs II
El Molí de Pere Borràs II és una obra de Tivissa (Ribera d'Ebre) inclosa a l'Inventari del Patrimoni Arquitectònic de Catalunya.

## Descripció
Es tracta d'un molí en un estat bastant precari de conservació, situat al terme municipal de Tivissa. Les restes conservades mostren els murs de l'immoble així com el càrcol.
El parament està fer de carreus de mesura irregular disposats de manera no uniforme, el que crea un opus incertum. La porta és amb llinda.
Abunda la vegetació, el que dificulta la conservació i accelera el procés de deterioració.